# Ventilazione dell'IVA
La ventilazione dell'IVA è quel particolare procedimento, facoltativo, che si usa quando si comprano beni destinati alla rivendita con diverse aliquote IVA (es. del 22%, del 10%, del 5% e del 4%)  e si vende con scontrino. 
Per non essere obbligati a tenere conto dell'IVA relativa e codificare a magazzino ogni singolo bene venduto con scontrino, è consentito calcolare l'IVA con questo metodo della "ventilazione", cioè ripartire l'importo totale periodico delle vendite con scontrino con la stessa proporzione delle fatture d'acquisto registrate dall'inizio dell'anno (anche se riferite a una liquidazione di un periodo diverso, mensile o trimestrale).

La registrazione degli acquisti va distinta per aliquota e deve separare ulteriormente gli acquisti dei beni destinati alla rivendita da altri costi (es. le utenze, i carburanti, ecc.) o acqua e medicinali.

## Riferimenti normativi
- articolo 22, del D.P.R. 633/1972 che consente ai commercianti al minuto (dettaglianti) che vendono con scontrino le seguenti merci, che raggiungano almeno il 50% del loro volume d'affari e che le vendite con fattura non superino il 20% del totale corrispettivi incassati:

- prodotti alimentari o dietetici

- prodotti per l’igiene personale o farmaceutici

- articoli tessili o di vestiario, comprese le calzature
Il calcolo avviene secondo quanto specificato dall’art. 27 DPR nr. 633/72: “… Per i commercianti al minuto e per gli altri contribuenti di cui all’articolo 22 l’importo da versare o da riportare al mese successivo è determinato sulla base dell’ammontare complessivo dell’imposta relativa ai corrispettivi delle operazioni imponibili registrate per il mese precedente ai sensi dell’articolo 24, calcolata su una quota imponibile ottenuta dividendo i corrispettivi stessi per 104 quando l’imposta è del quattro per cento, per 110 quando l’imposta è del dieci per cento, per 122 quando l’imposta è del ventidue per cento, moltiplicando il quoziente per cento ed arrotondando il prodotto, per difetto o per eccesso, al centesimo di euro.”
- articolo 24, comma 3, del D.P.R. 633/1972, che consente ai contribuenti in possesso di una serie di requisiti di registrare i corrispettivi giornalieri in maniera complessiva, cioè in un unico importo senza distinguere tra le diverse aliquota Iva 

- D.M. n. 3495 del 24/02/1973.

## Calcolo della ventilazione
Si crea prima uno specchietto di importi comprensivi di IVA al 4 al 5 al 10 e al 22 dopo di che si procede allo scorporo con la seguente formula matematica:
- con IVA al 4%: {\displaystyle Importo*100/104};
- con IVA al 5%: {\displaystyle Importo*100/105};
- con IVA al 10%: {\displaystyle Importo*100/110};
- con IVA al 22%: {\displaystyle Importo*100/122}.

Dai risultati ottenuti si fa la somma sia per gli acquisti che per le vendite o corrispettivi.
Il calcolo si fa solo prendendo come riferimento i beni destinati alla rivendita; per esempio l'aliquota 22% riferita ad una utenza non entra nel calcolo della ventilazione, anche se in sede di liquidazione periodica (pagamento IVA) viene comunque detratta sommandola come IVA a credito all'IVA "ventilata" ottenuta dal calcolo in argomento.
L'ultimo passaggio sarà quello della differenza tra IVA acquisti ventilata e IVA vendite/corrispettivi ventilata, dalla differenza di a-b = IVA globale da versare o portare a detrazione